# Luftförsvarsutredningen 2040
Luftförsvarsutredningen 2040 (LFU 2040) är ett betänkande av den parlamentariska kommittén Luftförsvarskommittén, tillsatt av Sveriges regering 2012 på uppmaning av Försvarsutskottet. Syftet var att studera och bedöma helheten om framtida inriktning av det svenska luftförsvaret efter 2040. Kommitténs ledamöter förordnades av Försvarsdepartementet. Kommittén fick i uppdrag att samråda med Försvarsmakten (FM), Försvarets materielverk (FMV) och Totalförsvarets forskningsinstitut (FOI). Kommittén överlämnade delbetänkandet Luftförsvarsutredningen 2040 – Omvärldsbeskrivningar (SOU 2013:86), i december 2013 och slutbetänkandet Luftförsvarsutredningen 2040 (SOU 2014:88) i december 2014, offentliggjort 8 januari 2015.

## Analysuppdrag
Kommitté fick i uppdrag att studera och bedöma helheten när det gäller behoven inom luftförsvaret tiden efter 2040. Med luftförsvaret avsågs flygstridskrafterna med samtliga komponenter, samt luftvärn, dock inte transportflyg.
Kommittén skulle analysera och beskriva utvecklingen efter 2040 när det gäller teknik, taktik, operativa behov, internationell förmågeutveckling, inklusive stridskrafter i Sveriges närområde samt möjliga samarbeten på luftförsvarsområdet i Norden och Europa. Utifrån denna analys skulle kommittén föreslå mål för luftförsvaret bortom 2040, eventuellt med olika framtidsbilder med tanke på osäkra variabler och det långa tidsperspektivet. 
Kommitténs begränsningar var att utgå från en i huvudsak bibehållen ekonomisk nivå för luftförsvaret.

## Rapport
Den 8 januari 2015 offentliggjordes kommitténs slutrapport, betänkandet Luftförsvarsutredningen 2040 (SOU 2014:88). I rapporten menade kommittén att anslagen till det svenska luftförsvaret behöver höjas väsentligt för att luftförsvaret ska klara och stå emot ett väpnat angrepp. Vid oförändrade ekonomiska anslag, ansåg kommittén att Sverige får ett begränsat försvar eftersom dagens ekonomiska ramar är otillräckliga för att möta den framtida försvarsutvecklingen i omvärlden. Kommittén menade även att Sverige behöver öka sitt försvarssamarbete från enskilda stater till EU och Nato. I sin rapport angav kommittén ett antal olika prioriteringar, i första hand:
- Tidig förvarning – Skapa en komplett luftlägesbild.
- Ett hotanpassat skydd av flygbaserna – förstärka flygbaserna både mot luft- och markhot.
- En förmåga mot luftmål på större avstånd än i dag – säkra förmågan att bekämpa luftmål betydligt längre avstånd än i dag.
- Ett operativt relevant stridsflygsystem - utvärdera om Gripen-systemet är operativt relevant för luftförsvaret 2040.
- Försvar mot cyberhotet – öka kunskapen och förmågan inom området.

Därefter prioriteras:
- En balans mellan flygplattformar och vapen - förbrukningen av t.ex. jaktrobotar ökar drastiskt i en krigssituation.
- Försvar mot ballistiska robotar och kryssningsrobotar - kräver samarbete med andra nationer.
- Ett säkert och robust ledningssystem.
- Tillgång på kvalificerad personal och ett robust personalsystem.
- Ett luftvärn med kort räckvidd för bekämpning av små mål - hotet mot t.ex. flygbaser från raketer, artillerigranater, robotar och små obemannade farkoster bedöms öka.
- Passiva sensorer som komplement till aktiva sensorer.

Slutligen lyfte kommittén fram behovet av en översyn av, och ökade resurser till, verksamheten inom forskning och utveckling för att Sverige ska kunna agera som en kompetent upphandlare av avancerade försvarssystem och  vara en intressant samarbetspartner.